# Minostroscyta
Minostroscyta — рід грибів. Класифіковано у 2001 році.

## Класифікація
До роду Minostroscyta відносять 1 вид:
- Minostroscyta discoidalis